# 布羅迪·詹納
布羅迪·詹納（1983年8月21日—）是美國的一位電視名人和模特。他的父親是凱特琳·詹納，母親則是一名演員。

## 外部連結
- 布羅迪·詹納在互联网电影资料库（IMDb）上的資料（英文）